# Сильвія Бретт
Сільвія Леонора, леді Брук, Рані з Саравака (англ. Sylvia Leonora, Lady Brooke, Ranee of Sarawak) — англійська аристократка, яка стала дружиною сера Чарльза Вайнера де Віндта Брука, раджі Сараваку, останнього з білих радж .

## Раннє життя
Бретт народилася за адресою № 1, Тілні-стріт, Парк-лейн , Центральний Лондон, друга дочка Реджинальда Баліола Бретта, 2-го віконта Ешера, KCB . Її мати Елеонора була третьою донькою бельгійського політика і революціонера Сільвена Ван де Вейєра та його дружини Елізабет, яка була єдиною дитиною великого фінансиста Джошуа Бейтса з Barings Bank . Сільвія виросла в сімейному домі, Орчард Лі, у Кренборні в парафії Вінкфілд у Беркширі . Її бабуся по батьковій лінії Ежені Майєр була француженкою, народилася в Ліоні . 
Сільвія Бретт виросла в проблемній родині. Її ігнорував її придворний батько, який був набагато більше зацікавлений у флірті з молодими чоловіками, ніж бути батьком. Сильвії та її сестрі Дот довелося страждати від голоду ніжності, і вона вирішила «електрифікувати світ», коли виросла. 

## Рані з Саравака
Бретт вийшла заміж за Його Високість Раджу Вайнера з Саравака в церкві Святого Петра, Кренборн, графство Беркшир, незадовго до її 26-го дня народження 21 лютого 1911 року. Вони вперше зустрілися в 1909 році, коли вона приєдналася до повністю жіночого хорового оркестру, заснованого матір'ю Вайнера.  Вона вперше відвідала Саравак у 1912 році,  де її чоловік (з 1917 року) керував територією 40 000-квадратних-миль (100 000 км2)   королівство джунглів на північній стороні Борнео з населенням 500 000 чоловік, етнічна суміш китайців, малайців і даяків, що полюють на голову. 24 травня 1917 року Бретту було надано титули Рані Саравака, а 1 серпня 1941 року – Великого магістра Найвидатнішого ордена Зірки Саравака.[джерело?] у 1963 році.
Бретт була засмучена тим, що її старша дочка, Леонора, згідно з ісламським правом, не могла зайняти трон; в результаті вона плела різні змови, щоб очорнити ім'я спадкоємця, Ентоні, Раджа Муда . 
Вона була відома своїми махінаціями Макіавеллі, які схвилювали Британське колоніальне управління. Бретт завжди планувала спадкоємство свого чоловіка, оскільки її дочки, як жінки, не могли стати правителем Саравака. «Її рідний брат описав її як «жіноче Яго», тому що вона була неприємною для сім’ї та великою інтриганкою». 
Бретт був автором одинадцяти книг, у тому числі «Сільвія з Саравака» та «Королева мисливців за головами» (1970).  Форт Сільвія в Капіті названий на її честь.  Вона також писала оповідання для таких видань, як «Щотижневик Джона О’Лондона», наприклад «The Debt Collector» у Summer Reading Number за 29 червня 1929 року.

## Діти
У Бретта залишилося три дочки:
- Даянг Леонора Маргарет, графиня Інчкапська, дружина Кеннета Маккея, 2-го графа Інчкапа (від якого вона мала сина, лорда Танло, і доньку), а пізніше дружина полковника Френсіса Паркера Томпкінса (від якого вона мала сина).
- Даянг Елізабет, освіта РАДА співачка та актриса, спочатку дружина Гаррі Роя (від якого вона мала сина Девіда Роя та дочку Роберту Сімпсон), по-друге, Річард Відмер до її смерті. [7]
- Даянг Ненсі Валері, актриса, відома за фільмом «Атака легкої бригади» (1936), [8] дружина першого Роберта Грегорі, американського борця; по-друге, Хосе Пепі Кабарро – іспанський бізнесмен; по-третє, Ендрю Ейткен Макнейр (один син, Стюарт, 1952 року народження); і по-четверте, Мемері Вайятт. Вона померла у Флориді.

## Сестра
Старша сестра Бретта Дороті Бретт (1883–1977), відома як Бретт, пішла в Школу мистецтв Слейда в 1910 році та подружилася з художниками Дорою Керрінгтон (1893–1932) і Марком Гертлером (1891–1939), а потім з господинею салону. Леді Оттолайн Моррелл (1873–1938) і група Блумсбері, яка деякий час жила в садибі Гарсінгтон . У 1924 році вона поїхала жити на гірське ранчо поблизу Таос, Нью-Мексико, з Д. Г. Лоуренсом і його дружиною Фрідою, частково здійснивши мрію Лоуренса про створення колонії художників.